# Котрет
Котрет (фр. Cauterets) насеље је и општина у јужној Француској у региону Миди Пирене, у департману Горњи Пиринеји која припада префектури Аржеле Газо.
По подацима из 2011. године у општини је живело 1133 становника, а густина насељености је износила 7,22 становника/km². Општина се простире на површини од 156,84 km². Налази се на средњој надморској висини од 1000 метара (максималној 3.300 m, а минималној 503 m).

## Демографија
| 1962. | 1968. | 1975. | 1982. | 1990. | 1999. | 2011. |
| ----- | ----- | ----- | ----- | ----- | ----- | ----- |
| 1.034 | 1.130 | 1.065 | 1.105 | 1.201 | 1.305 | 1.133 |

График промене броја становника у току последњих година